# きせっこぐるみぃ チェスティとぬいぐるみたちの魔法の冒険
『きせっこぐるみぃ チェスティとぬいぐるみたちの魔法の冒険』（-まほうのぼうけん）は、2003年1月1日にエム・ティー・オーから発売されたゲームボーイアドバンス用RPG。公式ジャンル名は「きせかえアドベンチャー」。

## 概要
公式ジャンル名こそ「アドベンチャー」となっているが、実際には戦闘のないRPGといった内容。ストーリー・システムの両方で同社の『大好きテディ』の続編となっている。キャラクターデザインは『パネルでポン』の妖精を担当した藤井まきこ。

## システム
『大好きテディ』ではテディベアしか着せ替え出来なかったが、本作では主人公・チェスティの着せ替えも可能となっている。衣装を作るには「ワタのタネ」や「糸のかたまり」といった材料を揃え、それを加工し「生地」など裁縫に使えるようにしていく。作れる衣装は「あたま」「かお」「くび」「からだ」「て」「あし」「あしもと」の7種類がある。

## ストーリー
魔法使いと動くぬいぐるみが暮らす魔法の国。しかし、人々が魔法を信じなくなり、魔法の国は力を失い滅びつつあった。動かなくなったぬいぐるみ・ゴンタをもとに戻すため、魔法使いのアリエスは、魔法使い見習いのメルウィン、メルウィンの作ったぬいぐるみ・ルーニーとともに旅をしていた。旅の途中立ち寄った村の少女・チェスティが魔法使いになれる素質を秘めていると見抜いたアリエスは、チェスティにルーニーのような動くぬいぐるみを作らないかと持ち掛ける。

## 評価
一見女児向けのファンタジーな世界観のゲームに見えるが、実はロリコンのおたく向けの着せ替えゲームではないか、とする書籍の評価もある。配色や衣装の組み合わせにより、メイド服やスクール水着、体操服にも見える衣装を着せることができる。